# Centrophorus
Centrophorus – rodzaj ryb koleniokształtnych z rodziny Centrophoridae.

## Zasięg występowania
Ocean Indyjski, Ocean Atlantycki i Ocean Spokojny – głębokie wody strefy tropikalnej i umiarkowanej.

## Morfologia
Długość ciała do 170 cm; masa ciała (największa opublikowana) do 7,3 kg.

## Systematyka
Rodzaj zdefiniowała w 1837 roku para niemieckich ichtiologów Johannes Peter Müller i Jakob Henle w artykule poświęconym opisowi rodzajów rekinów i płaszczek opublikowanym w czasopiśmie Bericht über die zur Bekanntmachung geeigneten Verhandlungen der Königlichen Preussischen Akademie der Wissenschaften zu Berlin. Gatunkiem typowym jest (oznaczenie monotypowe) kewaczo (C. granulosus).

### Etymologia
- Centrophorus: gr. κεντρον kentron ‘ostry koniec, kolec’[10]; -φορος -phoros  ‘dźwigający’, od φερω pherō ‘nosić’[11].
- Lepidorhinus: gr. λεπις lepis, λεπιδος lepidos ‘łuska, płytka’, od λεπω lepō ‘łuszczyć’[12]; ῥις rhis, ῥινος rhinos ‘nos, pysk’[13]. Gatunek typowy (oryginalne oznaczenie): Squalus squamosus Bonnaterre, 1788.
- Entoxychirus: gr. εντος entos ‘wewnątrz’[14]; οξυς oxus ‘ostry, spiczasty’[15]; χειρ kheir, χειρος kheiros ‘dłoń, ręka’[16]. Gatunek typowy (oryginalne oznaczenie): Squalus uyato Rafinesque, 1810.
- Machephilus: gr. μαχη makhē ‘walka, bitwa’[17]; φιλος philos ‘miłośnik’, od φιλεω phileō ‘kochać’[18]. Gatunek typowy (oznaczenie monotypowe): Machephilus dumerili Johnson, 1868 (= Squalus squamosus Bonnaterre, 1788).
- Atractophorus: gr. ατρακτος atraktos ‘wrzeciono, strzała’[19]; -φορος -phoros  ‘dźwigający’, od φερω pherō ‘nosić’[11]. Gatunek typowy (oznaczenie monotypowe): Atractophorus armatus Gilchrist, 1922 (= Centrophorus moluccensis Bleeker, 1860).
- Somnispinax: zbitka wyrazowa nazw rodzajów: Somniosus Lesueur, 1818 oraz Spinax Cuvier, 1816[6]. Gatunek typowy (oryginalne oznaczenie): Centrophorus nilsoni Thompson, 1930 (= Squalus squamosus Bonnaterre, 1788).
- Gaboa: Gabo Island, wschodnia Wiktoria, Australia[6]. Gatunek typowy (oryginalne oznaczenie): Centrophorus harrissoni McCulloch, 1915.
- Encheiridiodon: gr. εγχειριδιον enkheiridion ‘sztylet’; οδους odous, οδοντος odontos ‘ząb’[7]. Gatunek typowy (oryginalne oznaczenie): Encheiridiodon hendersoni Smith, 1967 (= Squalus squamosus Bonnaterre, 1788).
- Pseudocentrophorus: gr. ψευδος pseudos ‘fałszywy’[20]; rodzaj Centrophorus Müller & Henle, 1837. Gatunek typowy (oryginalne oznaczenie): Pseudocentrophorus isodon Chu, Meng & Liu, 1981.

### Podział systematyczny
Gatunki zaliczane do tego rodzaju:
- Centrophorus atromarginatus Garman, 1913
- Centrophorus granulosus (Bloch & Schneider, 1801) – kewaczo[22]
- Centrophorus harrissoni McCulloch, 1915
- Centrophorus isodon (Chu, Meng & Liu, 1981)
- Centrophorus lesliei White, Ebert & Naylor, 2017
- Centrophorus longipinnis White, Ebert & Naylor, 2017
- Centrophorus lusitanicus Barbosa du Bocage & de Brito Capello, 1864
- Centrophorus moluccensis Bleeker, 1860
- Centrophorus seychellorum Baranes, 2003
- Centrophorus squamosus (Bonnaterre, 1788) – koleń czerwony[23]
- Centrophorus tessellatus Garman, 1906
- Centrophorus uyato (Rafinesque, 1810) – gelba[22]
- Centrophorus westraliensis White, Ebert & Compagno, 2008